# Alain Gallopin
Alain Gallopin, nacido el 23 de mayo de 1957 en Mondonville-Saint-Jean, es un antiguo ciclista francés convertido en director deportivo.

## Biografía
Durante su juventud, Alain Gallopin, fue ciclista profesional, pero fue víctima de un accidente grave y tuvo que terminar su carrera. Luego realizó estudios de fisioterapia. Después de su graduación, trabajó para los equipos ciclistas, aunque destacó en los italianos. Fue el masajista personal de Laurent Fignon. En 1994, se convirtió en director deportivo del equipo Catavana-Corbeil-Essonne Cedico. Desde entonces, ha realizado este oficio de director deportivo en equipos como Française des Jeux, Mercury, Team Coast y CSC.
Desde 2008, es director deportivo del equipo Team Astana. En 2010, se va sin embargo al nuevo equipo americano Team RadioShack formado en torno al siete veces ganador del Tour de Francia, Lance Armstrong.
Sus hermanos Joel y  Guy fueron también corredores profesionales. Su sobrino  Tony es miembro del equipo Lotto-Soudal.

## Palmarés
1981
- Campeón de Francia en contrarreloj por equipos
- Paris-Mantes-en-Yvelines
- Paris-Vailly